# Chilostoma millieri
Chilostoma millieri is een slakkensoort uit de familie van de Helicidae. De wetenschappelijke naam van de soort is voor het eerst geldig gepubliceerd in 1880 door Jules René Bourguignat.